# Losanga (araldica)
Losanga è un termine utilizzato in araldica per indicare una figura geometrica di quattro lati, con l'angolo superiore e quello inferiore acuti, mentre i due laterali sono ottusi. È simile al fuso, che però è più allungato. Si definisce losanga affusata quando è più slanciata del consueto, ma senza arrivare ad essere un fuso.

D'azzurro, a tre losanghe d'oro caricate da una M all'antica di rosso (Monthureux-sur-Saône, Francia)
Losanghe d'azzurro (Campo Tures)
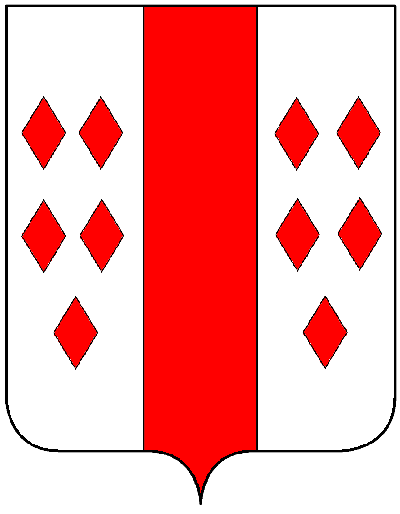
Dieci losanghe di rosso (famiglia Frottier, Francia)

Alcuni araldisti impiegano il termine rombo, che nel Vocabolario araldico ufficiale, a cura di Antonio Manno, è definito come "una pezza quadrata posta secondo una diagonale (cfr. fuso). Le armi femminili, scambio che in scudi d'arme, si possono effigiare su rombi, o carelli, messi secondo la diagonale".

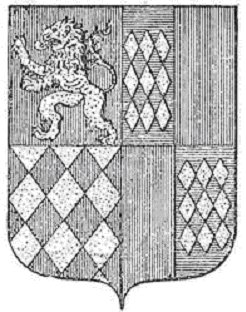
Rombi appuntati e accollati
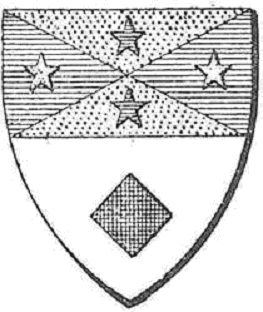
Rombo di nero